# San Giorgio e il drago (Carpaccio)
San Giorgio e il drago è un dipinto a tempera su tavola (141x360 cm) di Vittore Carpaccio, datato 1502 e conservato nella Scuola di San Giorgio degli Schiavoni a Venezia.

## Storia
Carpaccio,  al culmine della propria carriera, venne chiamato dalla Scuola "minore" degli Schiavoni, cioè dei Dalmati residenti o di passaggio a Venezia, per dipingere un ciclo di sette telèri sulle storie dei santi protettori della confraternita (Giorgio, Girolamo e Trifone), a cui si aggiunsero altre due tele fuori della serie con Storie evangeliche. Il lavoro per gli Schiavoni iniziò nel 1502 e terminò nel 1507.

## Descrizione e stile

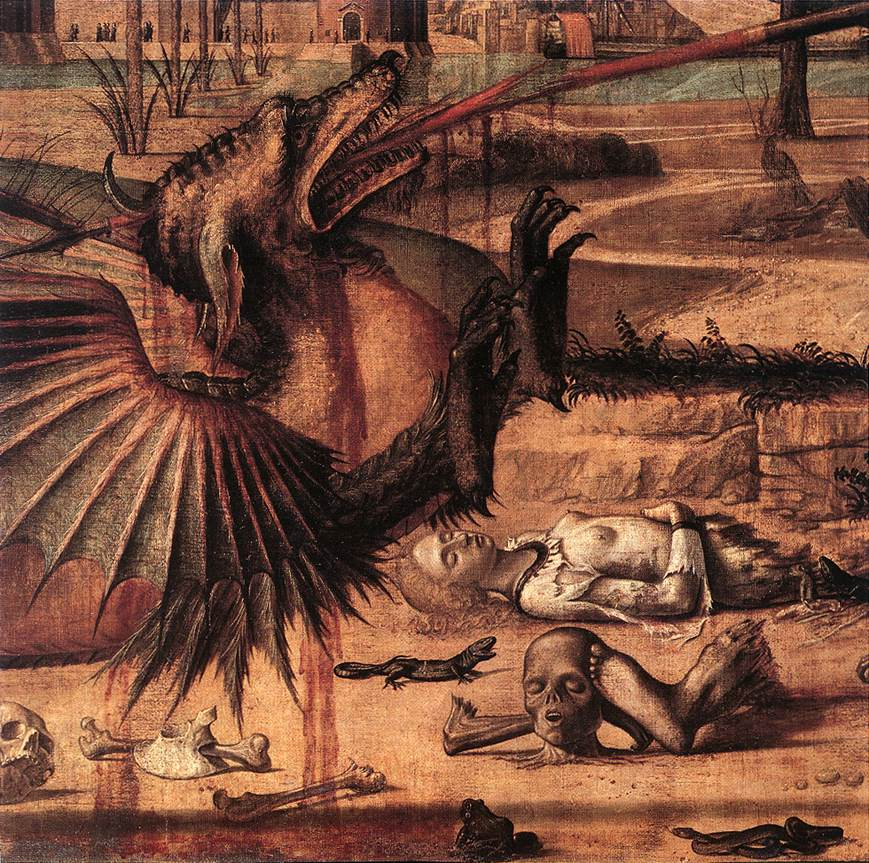
Dettaglio

La tela mostra il primo di tre episodi legati alle storie di San Giorgio: gli altri due sono il Trionfo di san Giorgio e il Battesimo dei Seleniti. 
Su uno sfondo dilatato in tutte le direzioni campeggia in tutta la lunghezza della tela il cavallo lanciato al galoppo di san Giorgio, che con la lancia trafigge la testa del drago, che avanzava verso di lui da sinistra. In secondo piano, sulla destra, la principessa assiste in posizione orante. Tutta la tela è attraversata da una diagonale che va dalla damigella, lungo la lancia, fino alla coda attorcigliata del drago.
Il terreno arido del deserto, dove a stento crescono dei ciuffi d'erba, è coperto dai macabri resti delle vittime del mostro: il moncherino di una donna scheletrita, una dalle vesti lacere divorata per metà, un uomo in scorcio con gli arti amputati, un piede staccato, un braccio mozzo, teschi e ossa, d'uomo e d'animale, dappertutto. A sottolineare ulteriormente il luogo inospitale sono inoltre presenti vipere, ramarri, rospi, avvoltoi. La trama quasi monocromatica dei gialli, dei bruni, dei verdolini e dei grigi del desolato ambiente è rotta solo dai finimenti del cavallo, dal grigio dell'armatura metallica e dal rosso della veste della principessa. Luce dorata e colore denso garantiscono l'unificazione di tutti gli elementi, creando quella particolare sensazione atmosferica che fa percepire l'"aria" nel dipinto. 
Sullo sfondo si vede una città fantastica, Selene di  Libia, con una torre dalle cui terrazze e padiglioni aperti una folla assiste all'epico combattimento. Le dolci colline, punteggiate da castelli e screziate da qualche sperone roccioso, degradano verso un'insenatura, dove si vedono una nave incagliata e un veliero magicamente incorniciato da una sorta di arco naturale con edifici, che ricorda le fantastiche creazioni dei pittori ferraresi.

## Altre immagini

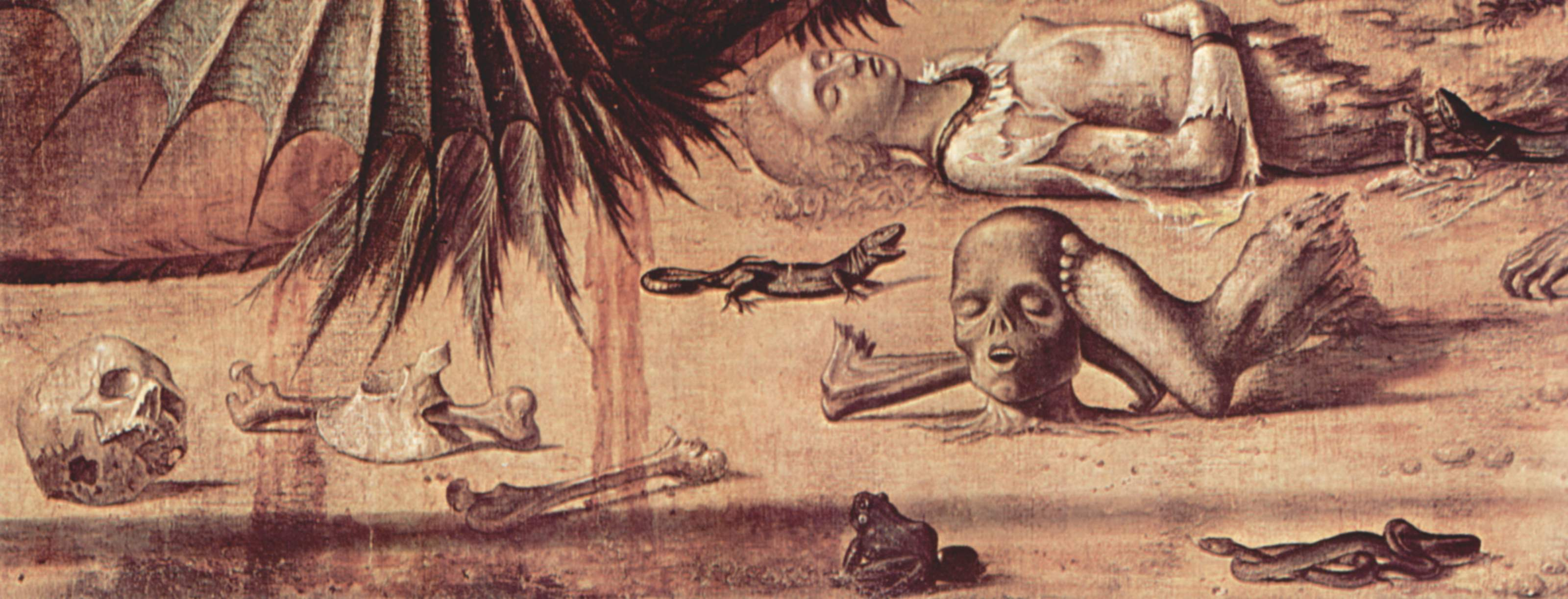
Dettaglio
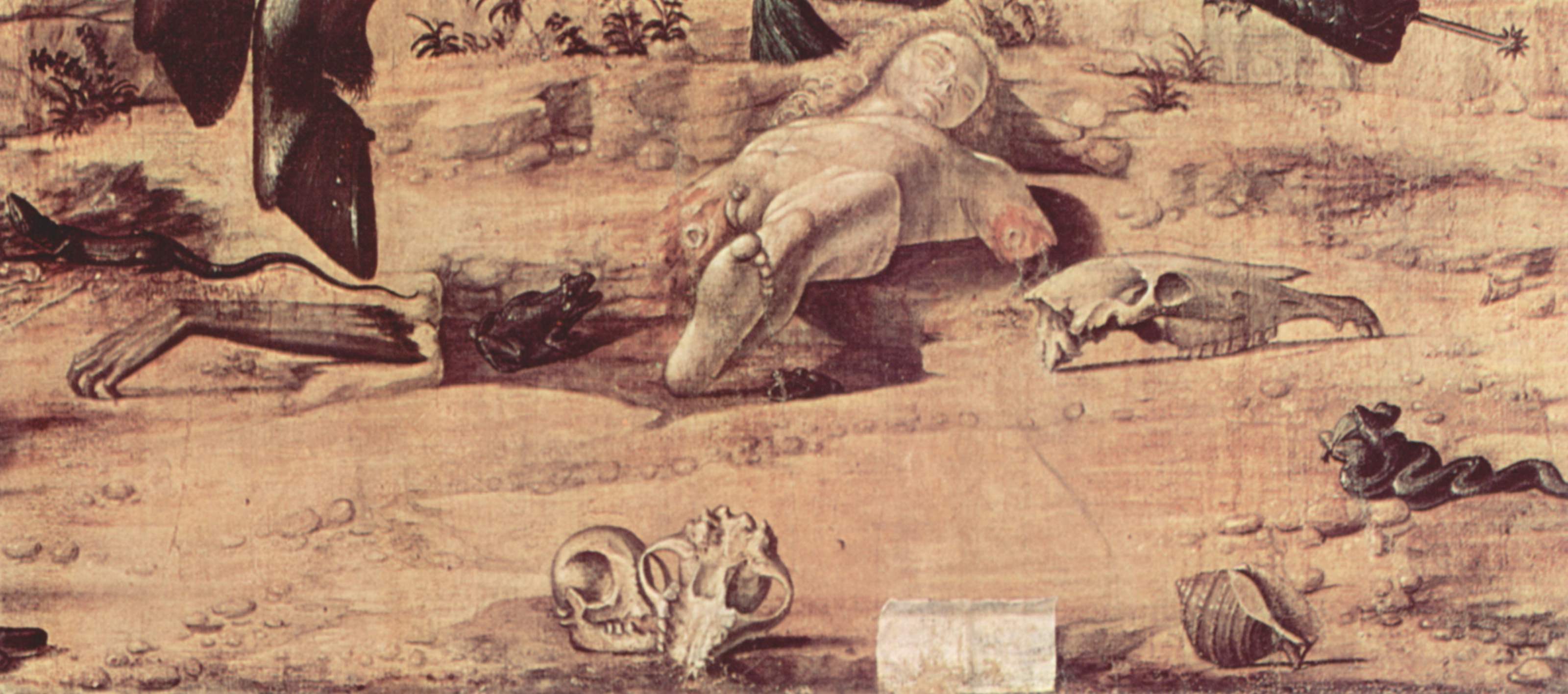
Dettaglio
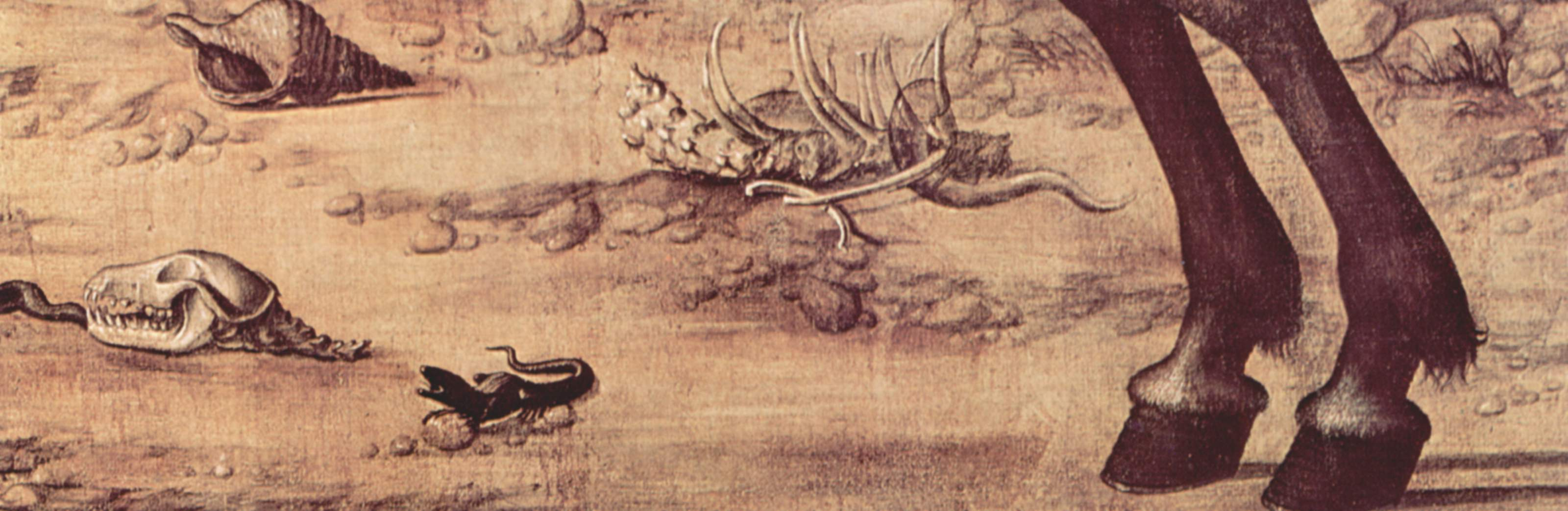
Dettaglio